# 115950 Кохерпетер
115950 Кочерпетер (115950 Kocherpeter) — астероїд головного поясу, відкритий 18 листопада 2003 року.
Тіссеранів параметр щодо Юпітера — 3,382.